# Elektriciteitsnet
Het elektriciteitsnet is het stelsel van elektrische leidingen dat wordt gebruikt om elektriciteit te transporteren van de elektriciteitscentrales naar de gebruikers – de consumenten en de bedrijven – en tussen elektriciteitscentrales onderling. 
Het elektriciteitsnet vormt samen met het gasnet en het toekomstige waterstofnet het energienet.

## Infrastructuur
Het elektriciteitsnet is onder te verdelen in:
- het hoogspanningsnet, een netwerk van elektrische geleiders voor het transport van elektriciteit vanaf elektriciteitscentrales naar onderstations. Dit net voert doorgaans spanningen van ongeveer 150 tot honderden kilovolt.
- het middenspanningsnet, een netwerk voor verdeling en transport van de elektriciteit vanaf het hoogspanningsnet naar de eindgebruikers. Het middenspanningsnet heeft een spanning van 10.000 of 20.000 volt. In de onderstations (distributietransformatoren of transformatorhuisjes) wordt de spanning omgezet naar 400 volt (3 fasen).[3]
- het laagspanningsnet of lichtnet, een netwerk voor distributie van elektriciteit vanaf onderstations naar de eindgebruikers. De spanning is  400 volt tussen de fasen en 230 Volt tussen fase en nul-geleider.

De delen van het net met verschillende spanningen zijn gekoppeld door onderstations, waar de spanning omhoog of omlaag wordt getransformeerd, en waar ook vaak voorzieningen zijn om circuits te schakelen en de belasting te regelen. Voor grotere industriële eindgebruikers is levering op hogere spanningsniveaus, bijvoorbeeld 10 kV, ook mogelijk.
De gebruikte frequentie op het hoogspanningsnet en het lichtnet komt overal in de wereld overeen. Die frequentie is in het grootste deel van de wereld 50 hertz, behalve in Noord-Amerika en het noordelijke deel van Zuid-Amerika, daar is het 60 hertz. Alleen waar leidingen onder de grond worden gelegd, wordt gelijkstroom gebruikt.

## Websites
- België, Engie. België in het hart van een geïnterconnecteerd elektriciteitsnet. op YouTube
- Nederland, Liander. Hoe werkt het elektriciteitsnet? op YouTube
- TenneT. Blockchain-technologie - voor meer flexibiliteit op het elektriciteitsnet. op YouTube